# Vestido de casamento de Catherine Middleton
O vestido de casamento de Kate Middleton foi idealizado por Sarah Burton, diretora criativa da grife Alexander McQueen, e utilizado por Middleton em seu casamento com o príncipe William no dia 29 de abril de 2011.
O vestido e seu fabricante não foram anunciados oficialmente até a noiva sair de seu carro para entrar Abadia de Westminster pouco antes do casamento.
Famoso pelo seu design, simbolismo e influência esperada sobre as tendências ocidentais de vestido de noiva, a criação do vestido foi amplamente antecipada e gerou muitos comentários na mídia. Réplicas do vestuário foram produzidas e vendidas. Entre 23 de julho e 3 de outubro de 2011 o vestido original ficou exposto no Palácio de Buckingham como parte da exposição anual de verão da coleção real. Outros itens do casamento também fizeram parte da exposição, como os sapatos, os brincos e o véu utilizados pela, agora, Duquesa de Cambridge.

## Antecedentes
Antes do dia do casório, houve muita especulação quanto ao que Middleton escolheria para seu vestido. Em 6 de março, The Sunday Times noticiou  que Kate tinha escolhido estilista Sarah Burton da grife Alexander McQueen. O jornal afirmou: “Uma fonte de moda disse que o vestido será uma combinação de suas das ideias de design de Middleton e profundo conhecimento e compreensão da alta moda de Burton.” A grife e Burton negaram qualquer envolvimento. O estilo de Burton veio ao conhecimento de Middleton em 2005, quando ela assistiu ao casamento de Tom Parker Bowles, filho de Camila, Duquesa da Cornualha. A designer havia desenhado o vestido de casamento para a noiva, a jornalista de moda Sara Buys. Especulou-se também que vestido poderia vir a ser feito por Stella McCartney, Victoria Beckham, Keren Craig e Georgina Chapman para Marchesa, Bruce Oldfield, Elizabeth Emanuel, Catherine Walker, entre outros.
Burton surgiu como a provável favorita para criar o vestido entre casas de apostas, tanto assim que a casa inglesa de apostas William Hill parou de tomar apostas semanas antes do evento. David Emanuel, co-designer do vestido de noiva de Diana, Princesa de Gales, comentou à jornalista de moda canadense Jeanne Beker que “McQueen é de propriedade da Gucci, uma empresa italiana. Se Kate fosse por esse caminho, seria a primeira vez que uma grife britânica não seria escolhida.”

## Design

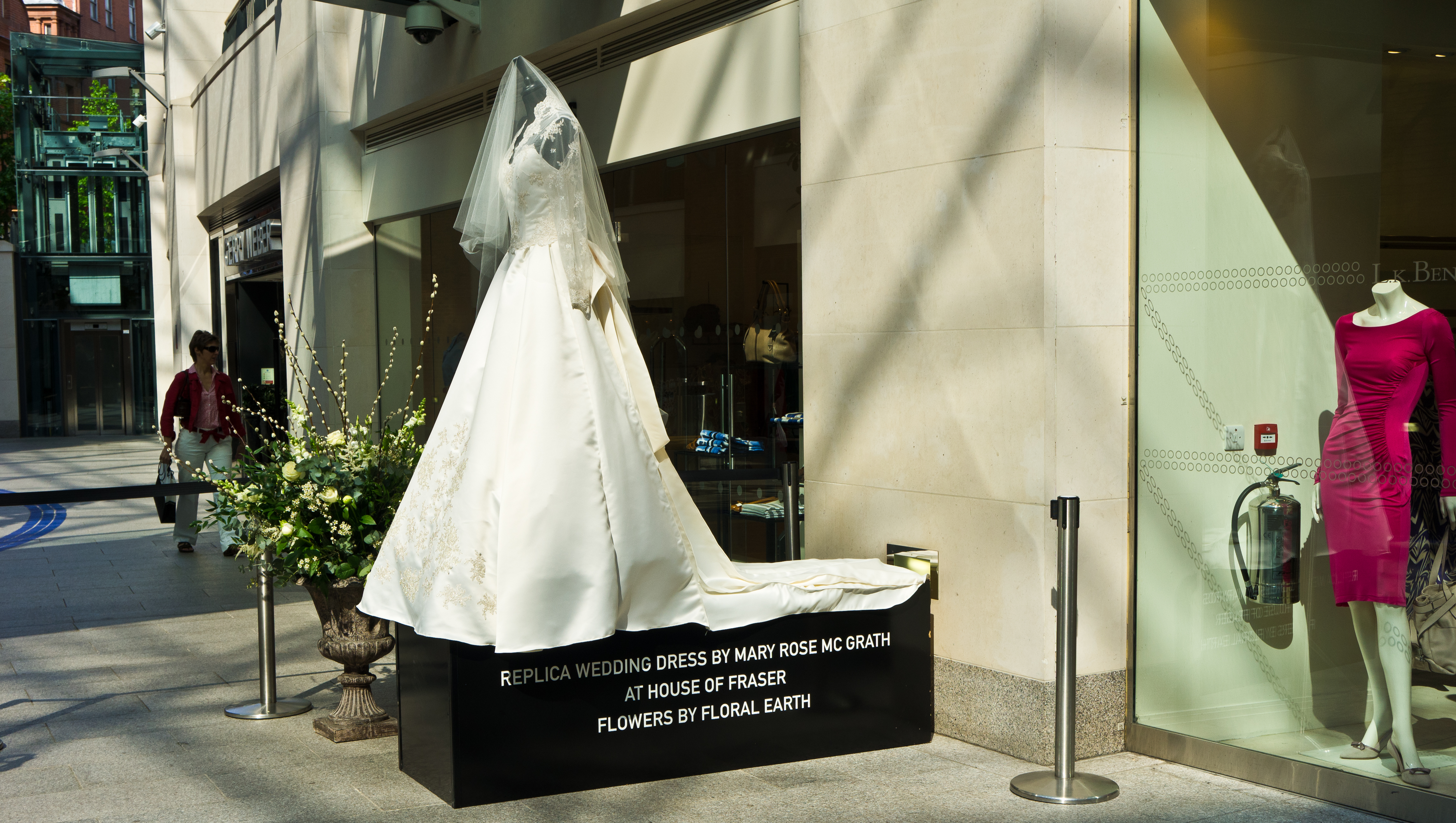
Uma réplica do vestido de Kate na vitrine de uma loja em Belfast.

Os comunicados oficiais deram nota que Middleton desejava combinar tradição e modernidade, “com a visão artística que caracteriza o trabalho de Alexander McQueen.” Ela e Burton trabalharam juntas na elaboração do projeto do vestido.
Vestido
O traje nupcial tem um espartilho coberto por tecido rendado, uma saia longa e um véu. A renda foi bordada à mão pela Escola Real de Costura, que funciona no Palácio Hampton Court, e traz desenhos como rosas, cardos, narcisos e trevos. Eles foram aplicados sobre a renda. Cada um foi costurado a uma distância de 2 ou 3 milímetros. Pequenas flores de renda foram aplicadas manualmente na seda de tule cor marfim. O corpete, estreitado na cintura, é inspirado no estilo vitoriano, uma marca registrada dos trabalhos da McQueen. O corpo e saia do vestido são compostos por rendas inglesa Cluny e francesa de Chantilly, seda marfim e cetim branco. Todos os tecidos usados no vestido foram fornecidos por companhias britânicas. O formato da saia, com arcos e pregas, alude à forma de uma flor desabrochando e a cauda tem 2,70 m.
Tiara
A tiara de diamantes usada por Catherine foi fabricada pela Cartier em 1936 e comprada pelo pai da rainha Isabel II (à época princesa Isabel de York), rei Jorge VI (então duque de York) para a sua esposa três semanas antes de suceder o seu irmão como rei. A tiara foi presenteada à atual rainha pela mãe na ocasião do seu aniversário de 18 anos.
Joias
Middleton usou brincos desenhados por Robinson Pelham. As peças de joalheria tem forma de folhas de carvalho. Elas têm diamantes em volta e um pavé de diamante em forma de bolota suspenso no centro, em alusão ao brasão da família Middleton. Os brincos foram oferecidos à noiva pelos pais.
Sapatos
Os calçados da princesa foram feitos à mão pela mesma equipe que criou o vestido. São feitos de cetim marfim e adornados com renda inglesa.